# Sarcophaga kopetdaghica
Sarcophaga kopetdaghica är en tvåvingeart som beskrevs av Yu. G. Verves 1979. Sarcophaga kopetdaghica ingår i släktet Sarcophaga och familjen köttflugor.
Artens utbredningsområde är Turkmenistan. Inga underarter finns listade i Catalogue of Life.